# Comté d'Aramac
Le comté d'Aramac (en anglais : Shire of Aramac) est une ancienne zone d'administration locale située dans l'État du Queensland en Australie, dont le siège était Aramac.
Il s'étendait sur 23 361 km2 dans le centre du Queensland et comprenait les localités d'Aramac, Bangall, Cornish Creek, Galilee, Ibis, Ingberry, Muttaburra, Pelican Creek, Sardine, Tablederry, Torrens Creek, Upland et Upper Cornish Creek.
La division d'Aramac, créée en 1879, devient le comté d'Aramac le 31 mars 1903. Ce dernier fusionne le 15 mars 2008 avec les comtés de Barcaldine et Jericho pour former la région de Barcaldine.
En 2006, la population s'élevait à 727 habitants.